# Kanton Saint-Vallier-de-Thiey
Kanton Saint-Vallier-de-Thiey (fr. Canton de Saint-Vallier-de-Thiey) je francouzský kanton v departementu Alpes-Maritimes v regionu Provence-Alpes-Côte d'Azur. Tvoří ho sedm obcí.

## Obce kantonu
- Cabris
- Escragnolles
- Peymeinade
- Saint-Cézaire-sur-Siagne
- Saint-Vallier-de-Thiey
- Spéracèdes
- Le Tignet